# Aoshima
Aoshima (jap. 青島) – wyspa na Morzu Wewnętrznym należąca do prefektury Ehime, znajdująca się w niewielkiej odległości od japońskiego archipelagu Sikoku. Wyspa znana jest również jako Wyspa Kotów (猫の島 Neko no shima) ze względu na ich dużą populację, która przewyższa liczbę mieszkańców, dzięki czemu wyspa przyciąga turystów i podróżników.

## Cechy
Zamieszkana strona wyspy znajduje się 13,5 km od portu Nagahama.

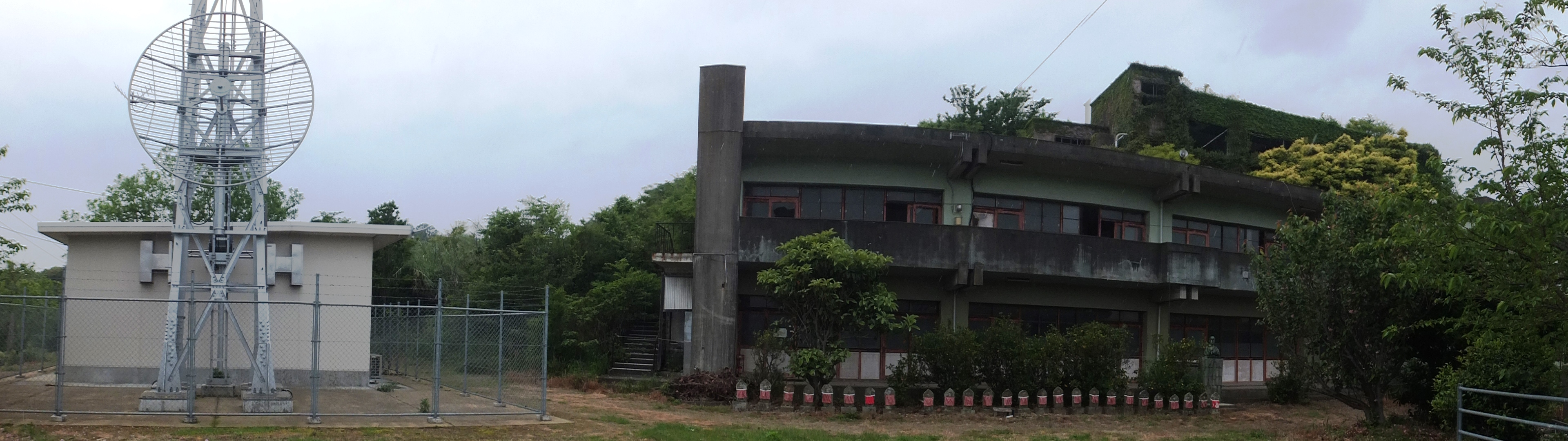
Ruiny szkoły podstawowej i gimnazjum. Na pierwszym planie znajdują się ruiny szkoły podstawowej, a pokryty bluszczem budynek z tyłu to ruiny gimnazjum

Jest tu niewiele płaskiego terenu, a domy są gęsto zabudowane na nielicznych płaskich obszarach ale wiele z nich jest opuszczonych. Na zboczu wzgórza znajdują się również opuszczone budynki szkoły podstawowej i gimnazjum.
Rolnictwo na wyspie nie jest dobrze rozwinięte, ponieważ istnieje wiele stromych zboczy i niewiele płaskich terenów, a przemysł nadal opiera się głównie na rybołówstwie, choć połowy maleją z roku na rok ze względu na starzejącą się populację zamieszkującą wyspę.
Na wyspie nie ma ani jednego samochodu, motocykla czy nawet roweru. Nie ma obiektów noclegowych, kawiarni, sklepów ani automatów. Jedyna klinika na wyspie została zamknięta w marcu 2020 roku. Energia elektryczna dostarczana jest podmorskimi kablami, a woda przez regularnie kursujące statki pasażerskie.

## Ludność
W szczytowym momencie w 1942 roku liczba ludności wynosiła 889, ale od tego czasu stale spada: 834 w 1955 roku, 102 w 1984 roku (nie było wówczas osób poniżej 25 roku życia), w 2012 roku było ich 16, na koniec czerwca 2015 na wyspie znajdowało się również 16 osób, w październiku 2018 już tylko 9. Według stanu na luty 2019 w trzech gospodarstwach domowych znajdowało się 6 osób.
Najwyższa liczba gospodarstw domowych wynosiła 135 w 1960 roku, ale w spisie powszechnym z 2010 roku liczba ludności wynosiła 19, a liczba gospodarstw domowych 14.

## Wyspa Kotów

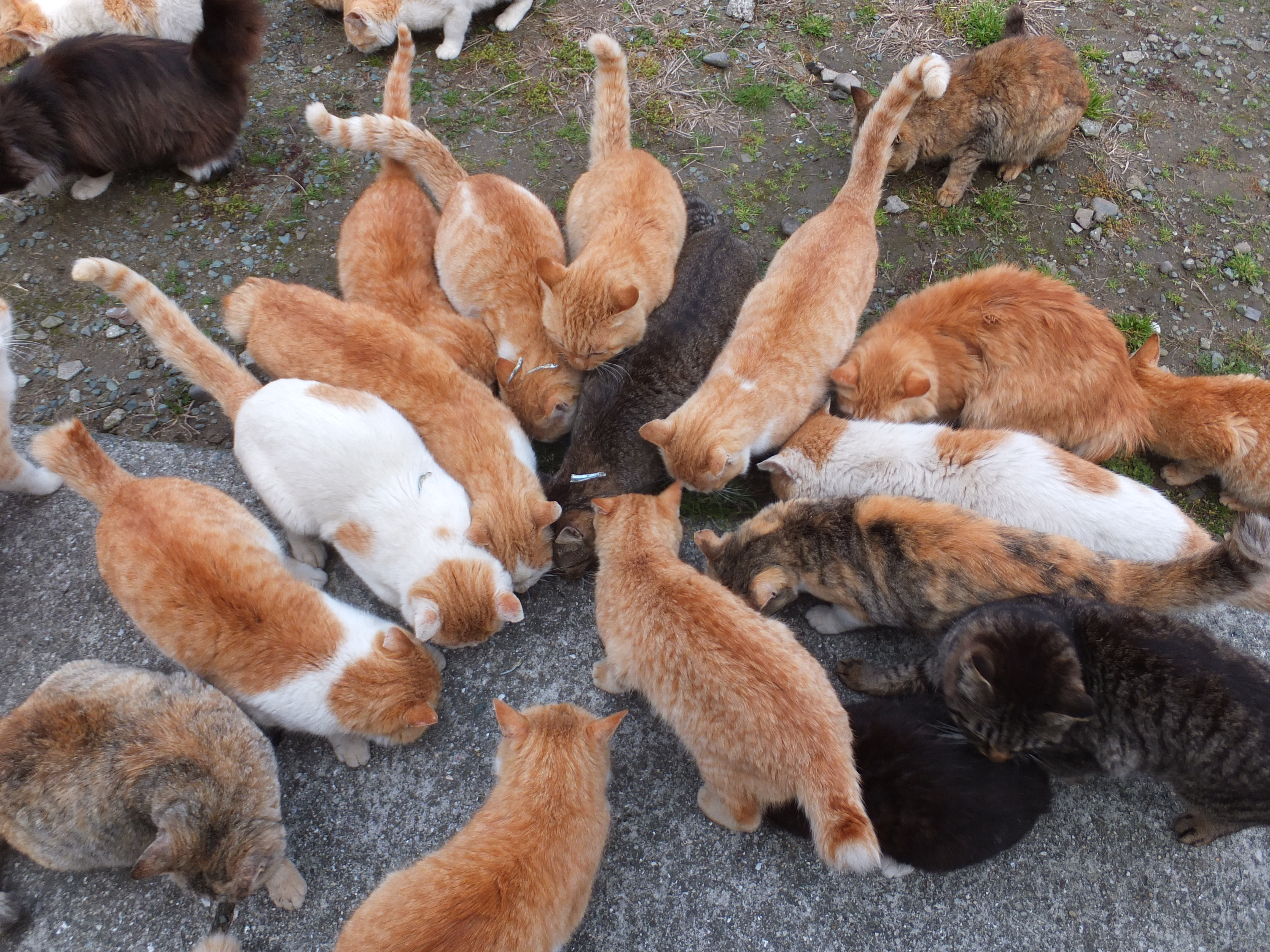
Koty z Aoshimy pożywiające się w wyznaczonym dla nich obszarze

We wrześniu 2013 roku zdjęcia z Aoshimy przyciągnęły uwagę, gdy zostały opublikowane na blogach i w innych mediach, a kochający koty turyści zaczęli gromadzić się w tym miejscu w poszukiwaniu kotów, co doprowadziło do tego, że samo miejsce zostało opisane jako „raj dla miłośników kotów”.
Koty zostały sprowadzone na wyspę w celu zwalczania gryzoni na łodziach rybackich, ale pozostały na niej rozmnażając się w dużych ilościach. Koci mieszkańcy Aoshimy są karmieni przez darczyńców z całej Japonii.
W lutym 2018 dziennik Ehime Shimbun poinformował, że wszystkie koty na wyspie zostaną wykastrowane w celu zmniejszenia ich populacji.

## Transport

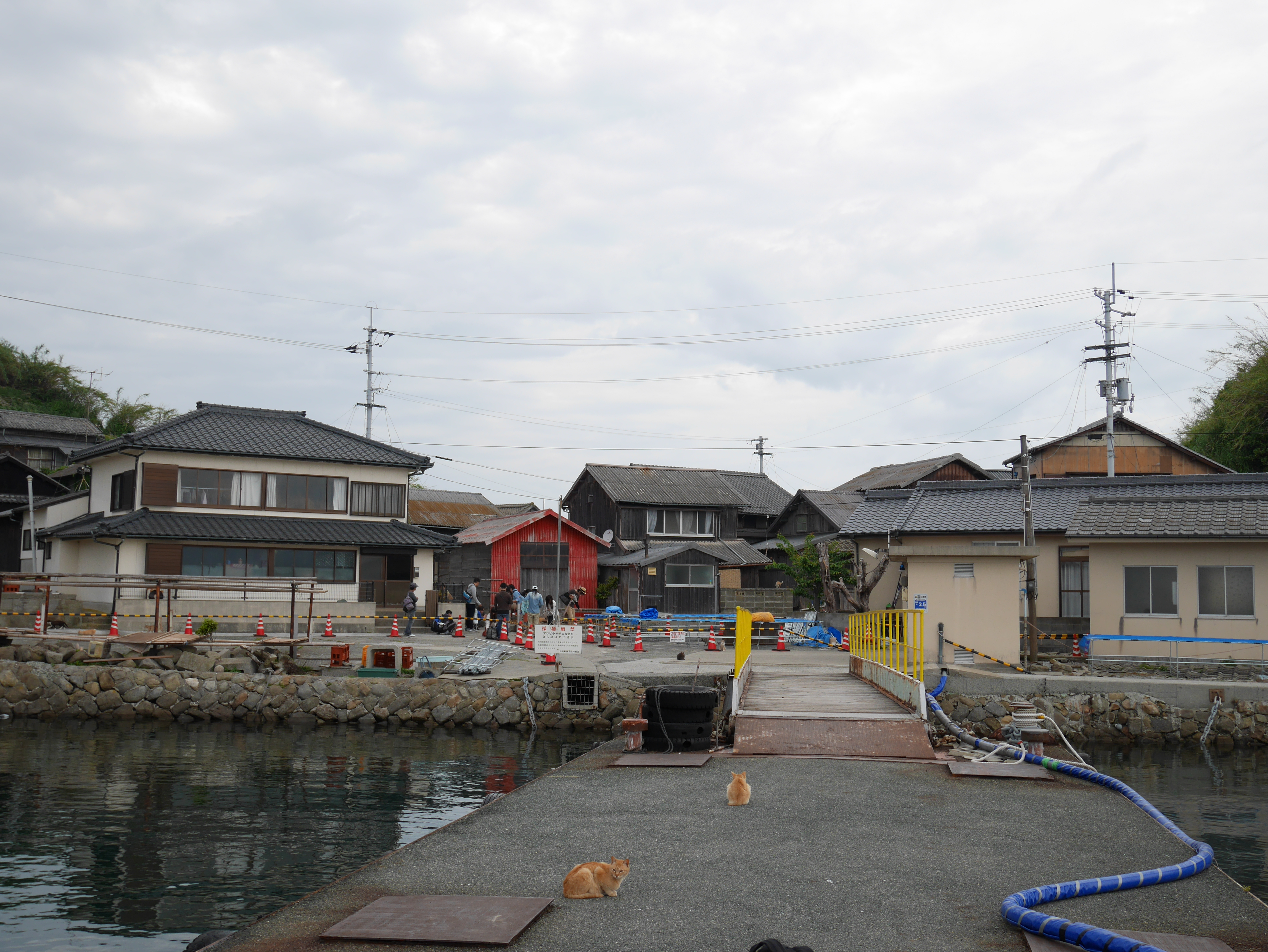
Port Aoshima

Obsługiwane są dwa połączenia łodzią pasażerską, jedno rano i jedno po południu, między portem Nagahama a portem Aoshima.
Port Nagahama znajduje się około 2 minuty spacerem od stacji kolejowej Iyo Nagahama, a podróż w jedną stronę między portem Nagahama a portem Aoshima trwa 35 minut. Statek kursuje codziennie, ale może zostać odwołany lub zmienić godziny rejsu ze względu na warunki pogodowe bez uprzedzenia. Ponieważ statki pasażerskie są małe, nawet przy dobrych warunkach pogodowych będą one odwoływane, jeśli spodziewane są wysokie fale lub silny wiatr. Ponadto rezerwacje miejsc na pokładzie nie jest możliwa.
Ponieważ populacja wyspy gwałtownie spada i jest tylko kwestią czasu, zanim stanie się ona niezamieszkana, urzędnicy zasugerowali, że szlak morski zostanie ostatecznie zlikwidowany.

## Galeria

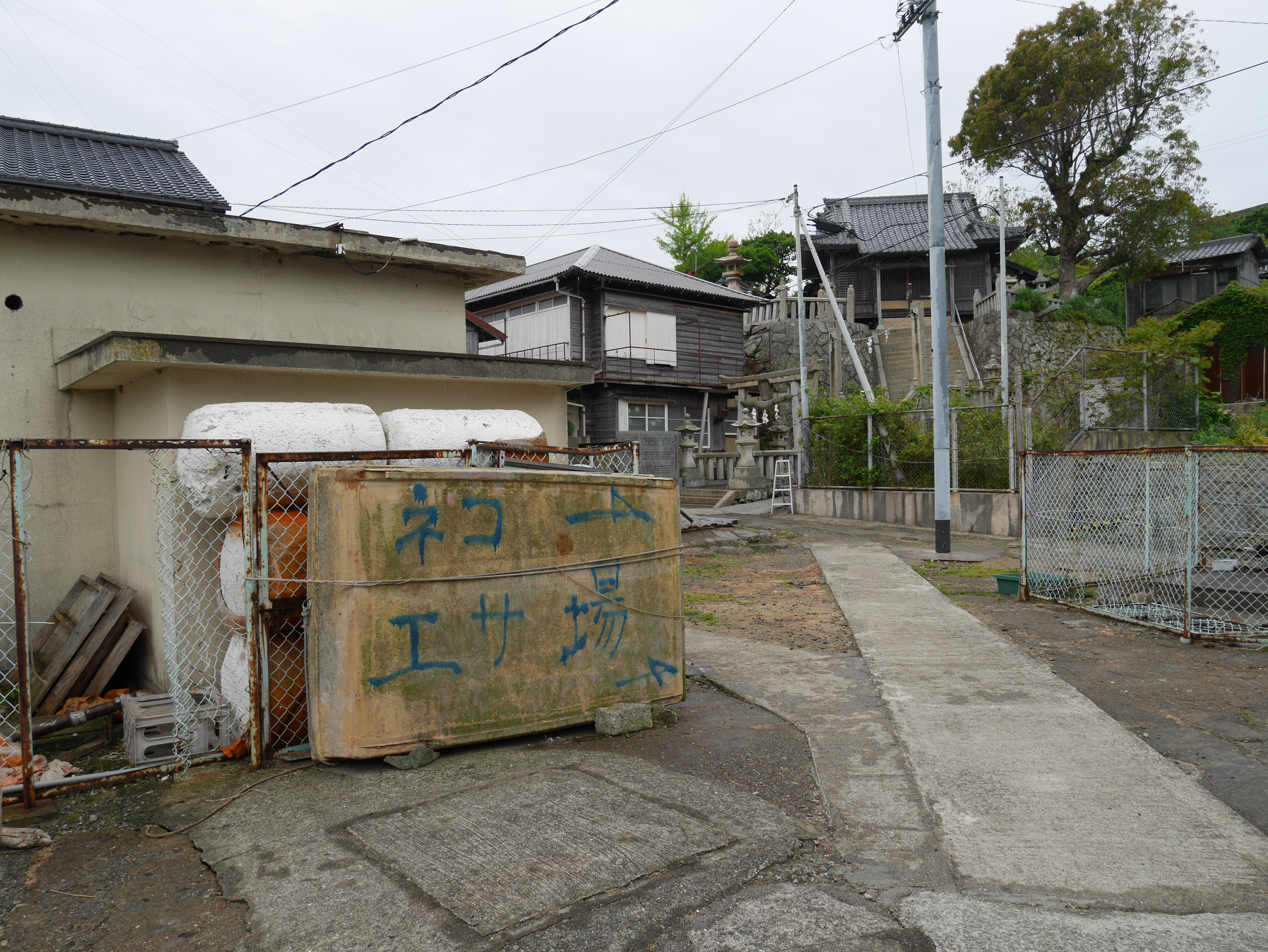
Obszar karmienia kotów dla osób postronnych. Kilka minut od portu. Z tyłu znajduje się świątynia Aoshima
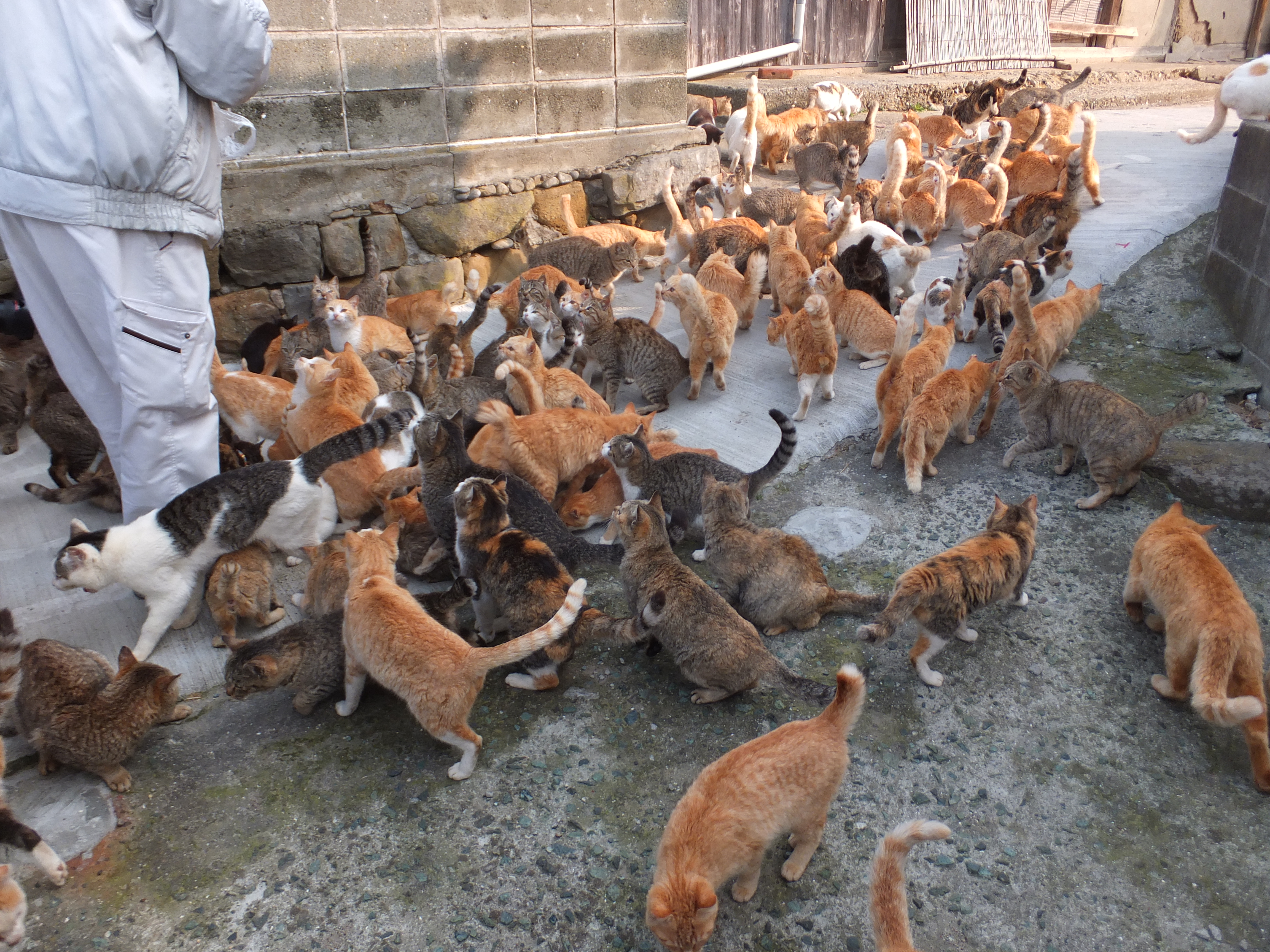
Koty karmione przez wyspiarzy w porcie
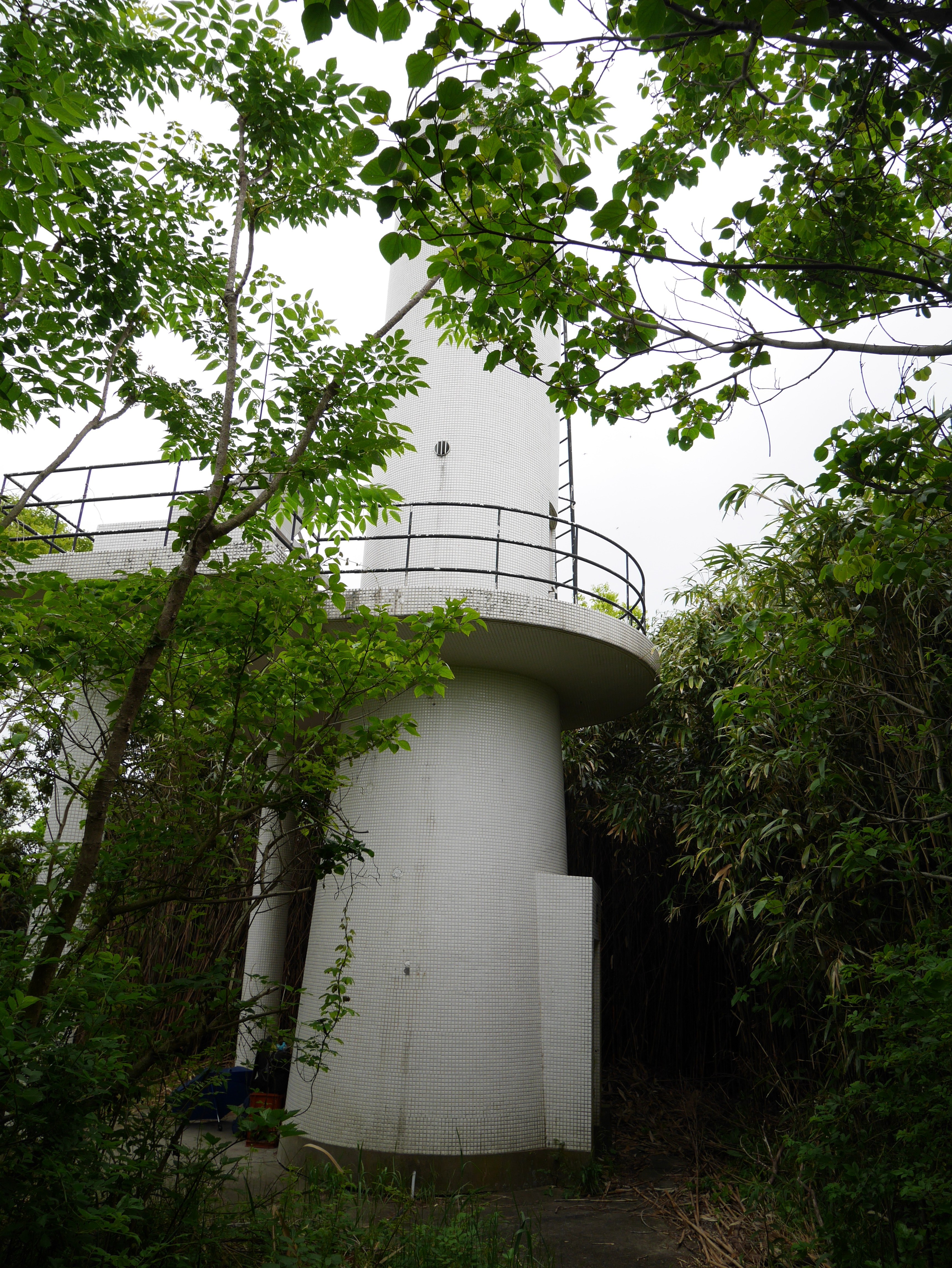
Latarnia morska w Aoshimie
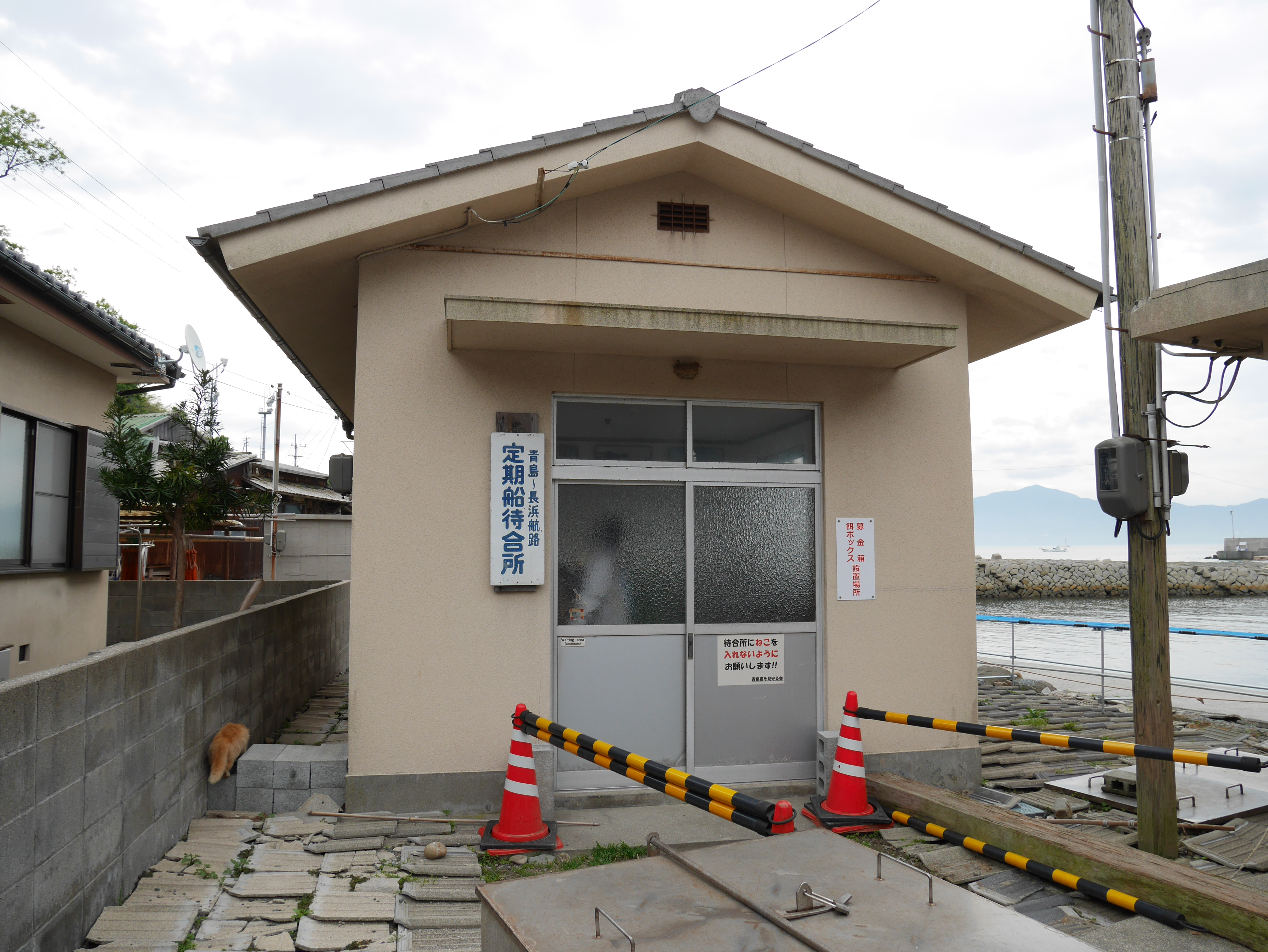
Poczekalnia w porcie Aoshima
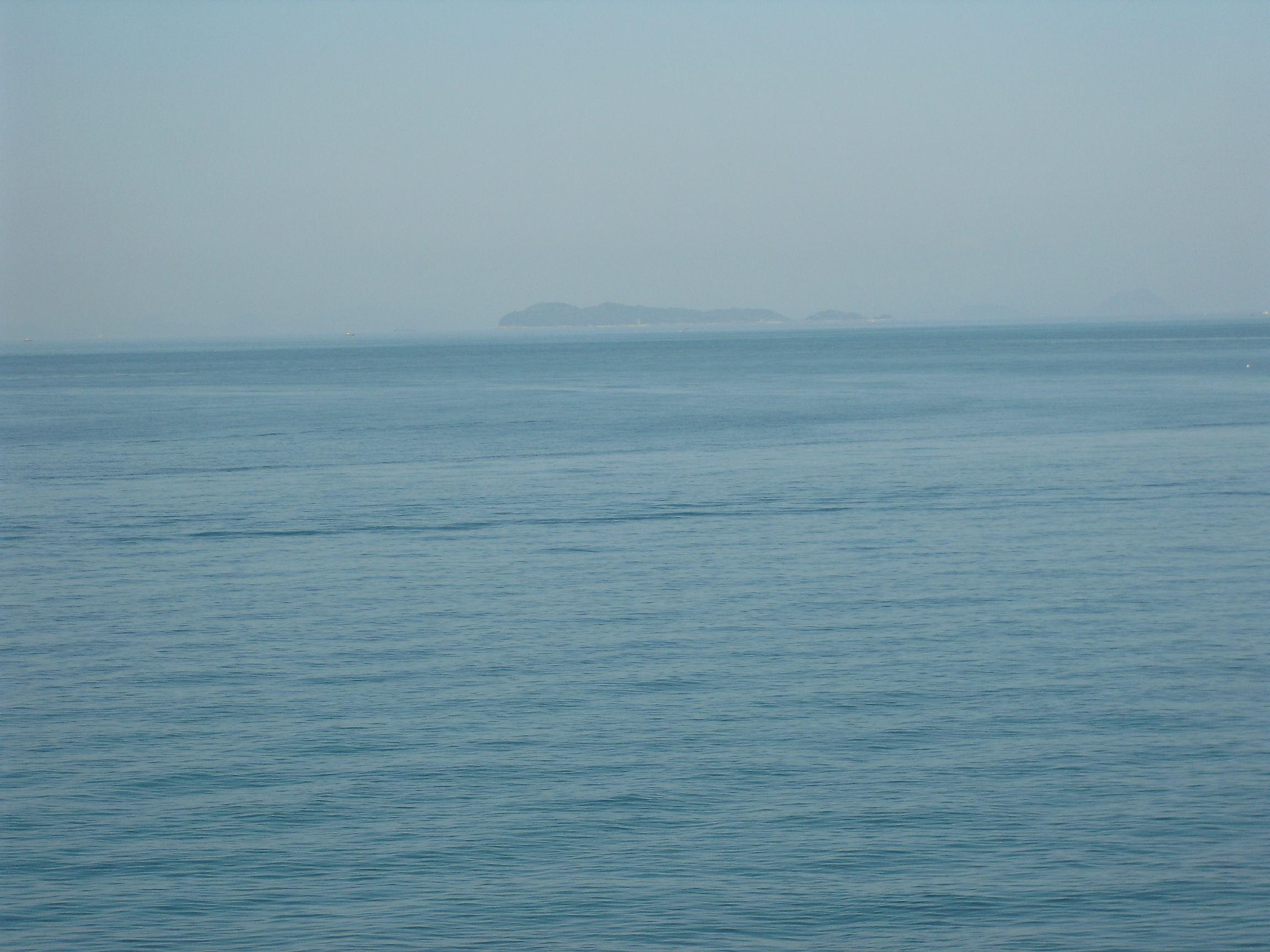
Wyspa Aoshima widziana z Nagahamy